# 贡井街道
贡井街道，是中华人民共和国四川省自贡市贡井区下辖的一个乡镇级行政单位。

## 行政区划
贡井街道下辖以下地区：
席草田社区、老街子社区、泥塘湾社区和盐工新村社区。